# 中国公路学报
《中国公路学报》创刊于1988年，是中国大陆工程科技类月刊，编辑部位于陕西省西安市。此刊物由中国公路学会主办。
《中国公路学报》在2018年被中华人民共和国国家新闻出版广电总局新闻报刊司评为2017年全国“百强报刊”。